# Nederlandse kampioenschappen veldrijden 2007
De Nederlandse kampioenschappen veldrijden 2007 werden verreden op zaterdag 6 en zondag 7 januari in Woerden. 

## Uitslagen

### Mannen elite
Nadat hij in 2006 zijn titel bij de beloften prolongeerde, wordt de 21-jarige Raborenner Lars Boom dit jaar voor het eerst kampioen bij de elite. De wedstrijd werd al vroeg opengebroken door titelverdediger Gerben de Knegt, die op het modderig parcours al vroeg op de solotour ging. De jonge Boom achterhaalde, ondanks twee lekke banden in de beginfase, zijn Rabo-collega in de derde ronde en nam het initiatief over. Richard Groenendaal en Gerben de Knegt vonden elkaar in de achtervolging op hun jonge ploeggenoot. Groenendaal liet De Knegt achter zich en ging alleen in de achtervolging. Groenendaal, die het loodzware parcours op het lijf geschreven was, kwam in de slotronden nog naderbij, maar een ontketende Boom behield zijn voorsprong en soleerde naar de zege. Groenendaal en De Knegt completeerden het Rabo-succes met respectievelijk een tweede en derde plek.  
| Plaats                    | Naam                 | Tijd    |
| ------------------------- | -------------------- | ------- |
| Nederlandse kampioenstrui | Lars Boom            | 1.00.32 |
| Zilver                    | Richard Groenendaal  | + 0.24  |
| Brons                     | Gerben de Knegt      | + 1.25  |
| 4                         | Maarten Nijland      | + 3.25  |
| 5                         | Camiel van den Bergh | + 4.33  |
| 6                         | Jean-Pierre Leijten  | + 4.57  |
| 7                         | Wilant van Gils      | + 5.28  |
| 8                         | Ronald Mutsaars      | + 6.49  |
| 9                         | Jelmer Pietersma     | + 7.20  |
| 10                        | Bart Dirkx           | + 8.05  |

### Vrouwen elite
Titelverdedigster Daphny van den Brand prolongeerde op superieure wijze haar titel, haar derde op rij. Waar het voor Lars Boom bij de heren zijn achtste titel was, was het voor de 28-jarige Europees kampioene alweer haar negende nationale titel. De Brabantse bleef Wereldkampioene Marianne Vos ruim voor, Reza Hormes Ravenstijn mocht op het laagste treetje van het podium plaatsnemen, waarmee het podium een kopie was van dat van 2006. Van den Brand deed de wedstrijd al vroeg ontbranden en wist tot aan de meet haar voorsprong te behouden.  
| Plaats                    | Naam                   | Tijd    |
| ------------------------- | ---------------------- | ------- |
| Nederlandse kampioenstrui | Daphny van den Brand   | 39.05   |
| Zilver                    | Marianne Vos           | + 1.56  |
| Brons                     | Reza Hormes-Ravenstijn | + 3.09  |
| 4                         | Loes Gunnewijk         | + 4.30  |
| 5                         | Arenda Grimberg        | + 5.33  |
| 6                         | Linda van Rijen        | + 6.18  |
| 7                         | Britt Jochems          | + 7.13  |
| 8                         | Adrie Visser           | + 8.29  |
| 9                         | Sanne van Paassen      | + 9.09  |
| 10                        | Petra Hofs             | + 10.22 |

### Mannen beloften
Bij de beloften kon van titelprolongatie geen sprake zijn, Lars Boom deed immers mee bij de heren elite. Bij afwezigheid van Boom reed Thijs van Amerongen, die vorig jaar net naast een medaille greep, solo naar de titel. Van Amerongen ontdeed zich al vroeg in de wedstrijd van zijn concurrenten. Ricardo van der Velde werd op een half minuutje tweede en nog net binnen de minuut reed Boy van Poppel naar een derde stek. 
| Plaats                    | Naam                  | Tijd   |
| ------------------------- | --------------------- | ------ |
| Nederlandse kampioenstrui | Thijs van Amerongen   | 53.39  |
| Zilver                    | Ricardo van der Velde | + 0.27 |
| Brons                     | Boy van Poppel        | + 0.57 |
| 4                         | Patrick van Leeuwen   | + 1.15 |
| 5                         | Hans Becking          | + 2.32 |
| 6                         | Remco Broers          | + 3.15 |
| 7                         | Eddy van IJzendoorn   | + 3.34 |
| 8                         | Daan de Jonge         | + 3.41 |
| 9                         | Rikke Dijkxhoorn      | + 4.05 |
| 10                        | Ivar Hartogs          | + 4.16 |

### Jongens junioren
| Plaats                    | Naam                | Tijd   |
| ------------------------- | ------------------- | ------ |
| Nederlandse kampioenstrui | Ramon Sinkeldam     | 39.50  |
| Zilver                    | Jordy Beuker        | + 0.59 |
| Brons                     | Twan van den Brand  | + 1.14 |
| 4                         | Geert van der Horst | + 1.26 |
| 5                         | Stefan Limburg      | + 1.42 |
| 6                         | Rob van der Velde   | + 2.47 |
| 7                         | Kevin Smit          | + 2.59 |
| 8                         | Jordy van Erp       | + 3.40 |
| 9                         | Harm van der Sanden | + 3.46 |
| 10                        | Jasper Ockeloen     | + 3.53 |

Kampioenschappen:  Wereldkampioenschappen · 
 Europese kampioenschappen · 
 Belgische kampioenschappen · 
 Nederlandse kampioenschappen
Klassementen:  Wereldbeker · 
 Superprestige · 
 GvA Trofee · 
 Budvar Cup · 
 Challenge national
1963 · 
1964 · 
1965 · 
1966 · 
1967 · 
1968 · 
1969 · 
1970 · 
1971 · 
1972 · 
1973 · 
1974 · 
1975 · 
1976 · 
1977 · 
1978 · 
1979 · 
1980 · 
1981 · 
1982 · 
1983 · 
1984 · 
1985 · 
1986 · 
1987 · 
1988 · 
1989 · 
1990 · 
1991 · 
1992 · 
1993 · 
1994 · 
1995 · 
1996 · 
1997 · 
1998 · 
1999 · 
2000 · 
2001 · 
2002 · 
2003 · 
2004 · 
2005 · 
2006 · 
2007 · 
2008 · 
2009 · 
2010 ·
2011 ·
2012 ·
2013 ·
2014 ·
2015 ·
2016 ·
2017 ·
2018 ·
2019 ·
2020 ·
2021 ·
2022 ·
2023 · 2024 · 2025